# Ескалдес-Енгордан
Ескалдес-Енгордан е вторият по население град в Андора с 16 918 жители (2005 г.) Общата му площ е 30 кв. км. Намира се на 1050 м н.в. Пощенският му код е AD700. В градът се провежда ежегоден джаз фестивал. Градът се води предградие на столицата Андора ла Веля и двата града са фактически сляти географски. Ескалдес-Енгордан е също една от 7-те общини на Андора.